# Carl Robert
Carl Georg Ludwig Theodor Herwig Joseph Robert, spesso citato anche come Karl, (Marburgo, 8 marzo 1850 – Halle an der Saale, 17 gennaio 1922), è stato un filologo classico e archeologo tedesco professore a Berlino (1877-1890) e Halle (1890-1922).

## Biografia

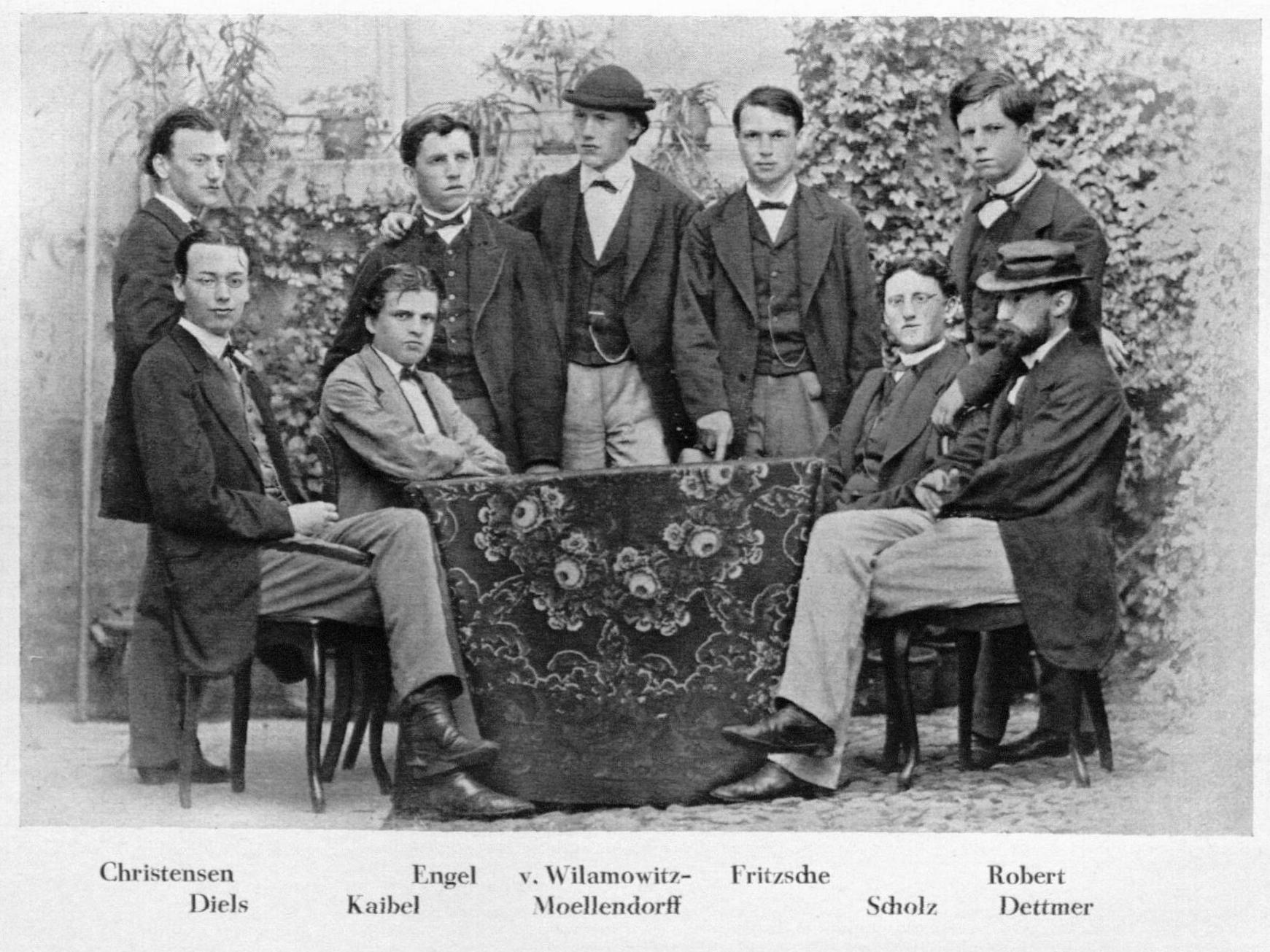
Robert a Bonn (a destra, in piedi), nel 1869, con i suoi compagni: sono riconoscibili, tra gli altri, Wilamowitz (in piedi al centro, con berretto), Hermann Diels e (Georg Kaibel (da sinistra, primo e secondo dei seduti).

Era figlio del medico e chirurgo Ferdinand Robert (1814-1878). Dopo gli studi 1863-1868 presso la scuola superiore di Wiesbaden iniziò, nel 1868, lo studio dei classici e dell'archeologia presso l'Università di Bonn (insieme al suo amico Hermann Diels). I suoi studi vennero interrotti dalla guerra franco-prussiana del 1870-1871. Dopo la guerra continuò gli studi presso l'Università di Berlino nel 1873 e scrisse la dissertazione De Bibliotheca Apollodori. Preso il dottorato vi rimase fino al 1875 con una borsa di studio dell'Istituto archeologico tedesco che gli consentì di viaggiare in Grecia e in Italia.
Ottenne l'abilitazione nel 1876 con Eratosthenis reliquiae catasterismorum pubblicata a Berlino, dove divenne professore nel 1877 e nel 1880 fu nominato professore associato di filologia classica. Nel 1890 divenne professore presso l'Università di Halle, dove resse il Dipartimento di Archeologia Classica fino al suo ritiro nel 1920. Nell'anno accademico 1906/1907 fu rettore dell'università. Fu molto amico di Hermann Diels e Ulrich von Wilamowitz-Moellendorff con i quali aveva studiato a Bonn.
Robert sposò Clara Neumeister († 1899) ed ebbero tre figli.

### Cronologia della sua attività
- 21 aprile 1874: membro corrispondente dell'Istituto Archeologico Tedesco; 21. April 1879 membro ordinario, membro della Direzione centrale 1907-1909, 1914-1921
- 30 ottobre 1885: Membro della Società Filologica ellenica di Costantinopoli
- 31 marzo 1890: membro ordinario dell'Accademia dei Lincei
- 1901: socio corrispondente della Società Scientifica Göttingen, 9 marzo 1918 membro straniero
- 4 gennaio 1904: Membro Onorario della Società per la Promozione di Studi ellenici
- 2 luglio 1906: membro ordinario dell'Istituto Archeologico Austriaco all'estero
- 2 maggio 1907: socio corrispondente dell'Accademia Prussiana delle Scienze di Berlino
- 3 aprile 1912: Laurea honoris causa dalla Facoltà di Filosofia dell'Università di Atene
- 19 dicembre 1913: membro corrispondente della Académie des Inscriptions et Belles-Lettres di Parigi
- 14 luglio 1915: socio corrispondente dell'Accademia Bavarese delle Scienze di Monaco di Baviera
- 5 novembre 1915: membro ordinario della Società Reale delle Scienze di Uppsala
- 8 marzo 1920: socio corrispondente dell'Accademia delle Scienze pubblica di Erfurt